# Clubul lui Mickey Mouse Plus
Clubul lui Mickey Mouse+ (în engleză Mickey Mouse Clubhouse+) este un serial de televiziune interactiv⁠(d) de animație american pentru copii, destinat preșcolarilor, produs de Disney Television Animation. Este o reluare a serialului Clubul lui Mickey Mouse, difuzat pentru prima dată în 2006.
Serialul a avut premiera pe 21 iulie 2025 pe Disney Jr și este disponibil pentru streaming pe Disney+.
Pe 26 Iulie 2025 astăzi la ora 9:30 revine pe Disney Junior Clubul lui Mickey Mouse+.

## Premisă
Mickey și alte personaje îi conduc pe telespectatori prin episoade folosind cântece și secvențe distractive. Serialul prezintă segmente interactive pentru ca spectatorii să stimuleze rezolvarea problemelor în timpul unei povești independente. Se spune că episoadele sunt puțin mai aventuroase decât serialul original.
Odată ce situația episodului este explicată, Mickey îi invită pe telespectatori să i se alăture la Mousekedoer, un computer gigantic în formă de Mickey care distribuie Mouseketools-urile zilei, o colecție de instrumente necesare pentru a rezolva problema zilei, către Toodles, o mică extensie zburătoare a Mousekedoer-ului. Strigând „Oh, Toodles!”, acesta apare din locul în care se ascunde și zboară pe ecran, astfel încât telespectatorul să poată alege ce instrument este necesar pentru situația curentă. În loc de „Mystery Mouseketool” din serialul original, fiecare episod are un „Mystery Mousekepal” care îl va ajuta pe Mickey după ce este invocat.
Serialul prezintă două melodii ale trupei americane de rock alternativ They Might Be Giants din serialul original, inclusiv melodia tematică de deschidere, în care o variantă a unei scandări a Clubului Mickey Mouse („Meeska Mooska Mickey Mouse!”) este folosită pentru a face să apară Clubhouse, și „Hot Dog!”, care amintește de primele cuvinte rostite de Mickey în scurtmetrajul din 1929 The Karnival Kid.